# 首都消失
『首都消失』（しゅとしょうしつ）は、SF作家小松左京によって書かれた小説、ならびにそれを原作とする映画である。小説はブロック紙3社連合に該当する北海道新聞、中日新聞（東京新聞）、西日本新聞にて連載（1983年12月 - 1984年12月）された。単行本は1985年に徳間書店のトクマ・ノベルズとして刊行され、同年のベストセラーとなった。第6回日本SF大賞受賞。外交、防衛、経済、メディアといった様々な機能の中核である首都を突如失った危機的状況をリアルに描き、一局集中が進む日本の脆弱性に警鐘を鳴らした作品。

## あらすじ
S重工東京本社企画総務課長の朝倉達也は、愛知工場への単身赴任を終え、東海道新幹線で東京本社に戻る途中、異常事態に遭遇する。東京方面との通信・交通が突如として途絶し、新幹線が浜松駅でストップしてしまったのである。浜松駅で偶然、友人の航空自衛官・佐久間と出会った朝倉は、佐久間の車に便乗させてもらい、厚木市のS重工中央研究所へと向かう。
その日の午前7時過ぎ、東京の中心部から半径30キロメートルの範囲が、突如として出現した高さ1000 - 1500メートルの巨大な“雲”に覆われ、その内側との交通・通信・電波がすべて遮断されたのである。
S重工顧問で理学と工学の二つの博士号を持つ大田原剛造は、S重工中央研究所と城南医大の協力を得て、横浜新道が国道16号線とクロスする地点付近で“雲”の調査を行う。調査には、朝倉の高校・大学の先輩で、北九州のローカル紙『西部新報』の編集局次長格であり、たまたま伊豆の総理別荘を取材しに来ていた田宮も同行する。“雲”は竹槍を突き刺してもはじき飛ばされ、拳銃の銃弾すらもはじき返した。
その晩、厚木中央研究所に近い厚木基地で、外務省国際連合局の堀江局次長の同席のもと、自衛隊と在日米軍との緊急予備会談が開かれた。在日米軍側は日本側に対し、早急な日本政府の再建を求める。寝酒を求めて厚木中央研究所を訪れた堀江は、そこにいた田宮に事情を話す。田宮は事態の深刻さに発奮し、翌日、古巣のA新聞関西本社に赴き、日本政府再建のための奔走を始める。
“雲”発生から10日ほどして、緊急全国知事会議が名古屋で開かれ、全国知事会副会長である小室兵庫県知事を臨時首席代表とする「臨時国政代行会議」が樹立された。
一方、“雲”からは強力な粒子ビームが発射され、上空を飛行していた飛行機や人工衛星が被害を受ける。アメリカが“雲”の軍事利用を画策、ソ連では日本の外交官が拘束されるなど、日本に対する外圧も強まっていく。
翌年1月、三八豪雪の状況に酷似した異常寒波が日本列島を覆う中、ソ連が北海道近海に大艦隊を送り込む。だが、そのさなかに根室沖で巨大地震が発生し、ソ連艦隊は津波により打撃を受ける。
“雲”出現から4か月ほど経った3月末、“雲”の国際調査が行われ、“雲”は地球外の知的生命が送り込んできた自動的観測装置である可能性が高い、という結論が発表される。そして4月初め、“雲”は現れた時と同じように、突然姿を消した。

## 用語解説
“雲”
東京都心部を中心とする、半径約30キロメートルの円形の物体（映画では50キロメートル）。ほぼ国道16号より内側が“雲”の中に入っている。高さは約1000 - 1500メートル。
成分自体は水蒸気であり、オゾンとアルゴンが平均値より多少多い程度だが、外側から内部に進入しようとすると、20メートルから30メートルのあたりでそれ以上進めなくなり、外部から銃弾を撃ち込んでもはじき返す。内側からの電波は外側に全く届かないため、さらに雲の影響は地中および水中にもおよび、内側の状態は不明。
周囲で重力場の乱れが観測されている。上空を飛行する物体に対して、何らかの攻撃的意図をもって高エネルギーの粒子線を発射しており、米ソの軍事衛星や日米の軍用機が被害を受けている。上空飛行を行ったアメリカ海軍の電子偵察機EP3Eは、粒子線の直撃を受け電子機器類が壊滅、エンジン4台中3台が停止し残り1台のエンジンのみで生還。しかし乗員2人が放射線被曝症及び感電により死亡した。また、わずかながら水平方向への粒子線放出も観測されている。同時に粒子線や雷による強力な磁界による雲の裂け目の出現が確認され、観測筒の投下により部分的に雲の内部の様子の映像が得られた。
作中では、未知の宇宙文明によって送り込まれた、サーベイヤーやヴァイキングのような自動的観測装置であるという推定がなされている。
原作では“雲”としか呼ばれていないが、映画版では「物体O」と呼ばれる場面がある。
臨時国政代行組織
各都道府県と政令指定都市の連合による臨時行政組織で、総選挙による立法府再建、行政府の再組織までの間、暫定的に国政を代行する。道府県知事・副知事、道府県議会議長、政令指定都市の首長、および東京都・神奈川県・埼玉県代表によって構成される。臨時首席代表は全国知事会副会長の小室兵庫県知事。法的正当性の根拠は国際法上の緊急避難としている。日本政府は音信不通だが依然として存在している、という前提のもとに設置されている。
臨時国政代行機関
臨時国政代行組織のうち、沖縄・九州・中国・四国・近畿・中部・北陸・関東・東北・北海道の各地方を代表する知事、中央各省庁の地方出先機関代表、学識経験者から構成される。本部は名古屋の、まだオープンされていないコンヴェンション・ホテルに置かれている。

## 登場人物
S重工関係者
朝倉達也
S重工本社企画総務課長。1946年生。東京都中野区鷺宮在住。S重工愛知工場への単身赴任が終わり、新幹線で東京本社に戻る途中で“雲”の出現に遭遇し、浜松駅で足止めを受ける。浜松駅で偶然に旧友の佐久間と出会い、佐久間の車に便乗してS重工厚木中央研究所に向かう。妻の由美子と息子の知之が“雲”の中に閉じ込められている。
朝倉佐知子
達也の娘。中学一年生。“雲”出現の際には修学旅行中だったため難を逃れる。
竹田
厚木中央研究所第一研究部長。
安原
厚木中央研究所総務課員。朝倉の大学の後輩。
吉武
厚木中央研究所総務課係長。朝倉より一期あとの入社。30代。
矢作
厚木中央研究所労組支部長。吉武とは大学の同期。30代。
松永美恵子
厚木中央研究所のアルバイト。通称ミーコ。
河野通武
S重工取締役、愛知工場長。
大田原剛造
S重工顧問。理学博士・工学博士。竹田部長の大学時代の恩師。終戦時に27歳。
新聞記者
田宮
北九州の地方紙『西部新報』の編集局次長格。2年前にA新聞から移籍した。朝倉の高校・大学の先輩で、55 - 56歳くらいの壮漢。東京に出張する途中で“雲”に遭遇、藤沢市役所で偶然朝倉に出会い、大田原剛造らの“雲”調査に同行する。朝倉の世話で厚木中央研究所に泊まり込んだ際、佐久間に連れられて研究所にやってきた堀江国連局次長が、日本政府消失による危機を訴えたのに触発され、「国難」を救うべく、新聞記者としての枠を超えて臨時政府樹立のために奔走する。臨時政府樹立後、広報担当官となる。メニエル氏病が持病。
早坂
『西部新報』社会部記者。入社4年目の若手。田宮の部下。
川村
A新聞関西本社編集局長。田宮の元同僚。
冬木徹三
A新聞関西本社のベテラン経済記者。田宮の元同僚で友人。藤竹の資金源に疑問を持つ。
倉橋為五郎
新聞業界の長老で生き字引的存在。85歳。植木と親しい。
自衛隊
佐久間
航空自衛隊二等空佐。技術研究本部第三研究所に所属。朝倉の高校時代のクラスメート。
島木
航空自衛隊二等空曹。佐久間の部下。
荒木
航空自衛隊中部航空方面隊幕僚長、空将補。
谷崎
陸上自衛隊第一ヘリコプター団長、陸将補。
末富
海上自衛隊航空集団司令官、海将。
戸川
海上自衛隊横須賀地方総監部幕僚長、海将補。
豊田
陸上自衛隊北部方面総監、陸将。
外務省
堀江
外務省国際連合局次長。ニューヨークから東京に戻る途中で“雲”の出現に遭遇、自衛隊の要請で在日米軍と自衛隊の事務レベル会談に同席する。終戦時には小学生。
上条
堀江の秘書官。
玉木
駐英日本大使館職員。文化交流担当。
高橋
外務省参事官。駐英大使館所属。
法水
駐ソ日本大使館職員。大田原喜男教授の友人。
政治家
小室達夫
兵庫県知事、全国知事会副会長。68歳。自治省出身で、参議院議員を経て知事に転身した。知事会長の千葉県知事が東京出張中で消息を絶ったため、会長代行として全国知事会を取り仕切るとともに臨時政府の樹立に奔走し、臨時国政代行機関を樹立、臨時首席代表となる。どちらかといえば寡黙だが、いざという時には行動力とリーダーシップを発揮する。大柄。
植木
引退した政界の長老。臨時政府樹立のために奔走し、小室首席代表のアドバイザーとなる。
成瀬
植木の秘書兼ボディガード。公安畑の元警察官。56 - 57歳。
田村
宮城県知事。78歳。全国知事の長老格で、全国緊急知事会議の議長をつとめる。臨時国政代行組織樹立後、新設された「地方代表会議」の議長を委嘱される。
加藤
熊本県知事。臨時国政代行機関の防衛庁長官代行。
堀内
北海道知事。地方代表会議メンバーで、臨時国政代行機関の次席代表の一人。革新寄りだが愛道精神が深い。
藤竹
元代議士秘書で植木の子分格。37 - 38歳くらい。植木が新政府の首相候補として名を挙げた人物で、富山県から衆議院議員に立候補しようとしている。
岩井特殊計測器製造関係者
岩井敏夫
茨城県水海道市にあるヴェンチャー企業「岩井特殊計測器製造」の社長。H電子工業の下請けで、高エネルギー物理学研究所の粒子計測器を製造している。
峯田
岩井特殊計測器製造専務。32歳。
榛原
H電子工業研究員。岩井特殊計測器製造の粒子計測器により、“雲”から水平方向にニュートリノが発射されていることを発見する。
その他
三好圭吾
ある国会議員の私設秘書。朝倉の知人。
大田原喜男
ロンドン大学客員教授。理学博士。剛造の甥。
アメリカ関係者
マイク・マッコーマー
アメリカ空軍中将。在日米軍司令官。
マイケル・ローガン
アメリカ空軍准将。在日米軍司令部付、第五空軍所属。
ジョン・バナー
アメリカ海軍少佐。西太平洋艦隊航空部隊司令部付。
ウィリアム・ペイン
アメリカ陸軍大尉。
アーチボルド（アーチイ）・オブライエン
アメリカ海軍中尉、海軍研究所所属。電子偵察機EP3Eによる“雲”上空の調査飛行に参加する。
アンソニー（トニイ）・グレイザー
アメリカ海軍大尉、情報部所属。EP3Eの調査飛行に参加。
チャーリイ・コパイ
海軍研究所所属。EP3Eの調査飛行に参加。
デイヴィス（デイヴ）・ローガン
スタンフォード大学の研究員。EP3Eの調査飛行に参加。
フランク・ピンダー
アメリカ上院議員、国防委員会委員。“雲”に関する情報の独占を主張する。
E・ムーア
プリンストン高等研究所の長老。“雲”国際調査団長。
ソ連関係者
セルゲイ・ウラソフ
ソ連の理論物理学者。ロンドン大学の客員研究者。重力子理論の世界的権威。
ユーリー・ウラソフ
札幌の駐日ソ連領事館職員。セルゲイ・ウラソフの甥。アメリカ領事館に亡命を申請する。大田原剛造への面会をしきりに求める。

## 備考

### 本来の構想
当初は、後半で「雲」が消失して生還した東京の人々の知能が異常に向上しており、彼らの処遇を巡って国際世論が紛糾する、よりSF的な展開が構想されていたが、連載期間の都合により「雲」の消失時点で終了している。

### 他作品との関連
この作品と、1964年に発表された短編『物体O（オー）』に相似点があると徳間文庫版解説などにて指摘されている。『物体O』では、高さ200km、直径1000kmに及ぶリング状の謎の物体が突然大阪付近を中心に落下し、外部との連絡が一切途絶する。『首都消失』は外側、『物体O』ではその内側の物語という点は対照的であり、また、通信・観測手段等も執筆ないし舞台として想定されている時代の科学技術に沿って異なっている。
他にも、通信途絶状態のシミュレーションとして、突如アメリカ合衆国が外部と全く連絡が出来なくなった世界をアメリカ国内からの視点で描いた短編『アメリカの壁』、またほとんどの人間が突如消失して社会的インフラが次第に崩壊していく過程を描いた長編『こちらニッポン…』との関係も指摘されている。

### ベストセラー
初版のトクマ・ノベルズ版は1985年のベストセラーとなった。各種ランキングの結果は以下の通りである。
- 出版科学研究所『出版指標年報』1985年 単行本部門 第6位
- 出版ニュース社『出版年鑑』1985年 ベスト・セラーズ 第6位
- 東京出版販売『東販週報』1985年 フィクションの部 第1位
- 日本出版販売『日販週報』1985年 フィクション部門 第1位

## 書籍情報
トクマ・ノベルズ（1985年）
1. ISBN 4-19-153056-9
2. ISBN 4-19-153057-7

徳間文庫（1986年）
1. ISBN 4-19-578170-1
2. ISBN 4-19-578171-X

ハルキ文庫（1998年）
1. ISBN 4-89456-402-5
2. ISBN 4-89456-403-3

## 映画
1987年（昭和62年）1月17日に公開された東宝配給の
SF特撮映画。製作は関西テレビ、徳間書店、大映映画。主演・渡瀬恒彦、名取裕子、山下真司。首都の上空が、突如巨大な雲に覆われパニック状態に陥いってしまう。この事態にTVレポーターと科学者が立ち向かっていく物語。
関西テレビが制作した第一作目の映画で、原作者の小松は、報道局の大河シリーズで関テレとは馴染みが深かった。

### 原作との相違点
- シミュレーションノベル的性格の強い原作に対し、映画は家族の絆を強調したハリウッド風の作品となっている。前半のストーリーはほぼ原作をなぞっているが、後半は原作とは異なり「雲」に閉じ込められた人々の救出を試みる設定となっており、それに尽力する人々の姿を描いている。
- 原作では暫定統治機構が成立するが、映画では発足までは至らない[3]。原作は名古屋市が暫定首都候補となり、また九州の新聞社が物語に深く関与するなど、関西は影の薄い存在だったが[3]、映画は関西テレビの劇場映画第一作ということもあり、関西のテレビ局（架空の関西放送）へと変更されている[3]。セリフにも大阪弁が飛び交う[3]。原作には存在しない名取裕子演じるヒロインは、その関西放送の番組リポーターとして活躍し、暫定統治機構設置を求める中心人物小室も兵庫県知事から大阪府知事に変わっている[15]。アメリカによる国連信託統治案が安全保障理事会に提出されたことを察知して、中田議員により臨時代行政府発足を宣言した後に「雲」が晴れたため、実際に機能していない。また、「雲」が「物体O」と呼称されている場面が存在する。

### スタッフ
- 製作：徳間康快、村上七郎
- 企画：巻幡展男、荒井修、山本洋
- 原作：小松左京
- 監督：舛田利雄
- 脚本：舛田利雄、山浦弘靖
- 音楽：モーリス・ジャール
- 撮影：飯村雅彦
  - 撮影助手：米原良次、堀美臣、中川克也、菅原正
- B班撮影：古山正、脇屋隆司、岩松茂
- 美術：育野重一
  - 美術助手：石田良之、瀬下幸治、藤原和彦、部谷京子
- 照明：川崎保之丞
  - 照明助手：磯野雅宏、石丸隆一、立石和彦、林隆之、新倉映行
- 録音：瀬川徹夫
  - 録音助手：前田一穂、弦巻裕、高橋義照、内藤幸恵
- 音響効果：帆苅幸雄（東洋音響）
- 編集：谷口登司夫
  - 編集助手：境誠一、斉藤房子
- ネガ編集：南とめ、青木千恵
- 記録：加藤八千代
- 操演：白熊栄次、小笠原亀、小峰邦夫
- 助監督：上野尭、佐々木正人、棚橋邦夫、早野清治、酒井直人
- 音楽プロデューサー：三浦光紀
- 音楽監督：松居和
- 編曲：ゲーリー・ストックデール、松居慶子
- ミュージックアドバイザー：鈴木清司
- 挿入歌：松村冬風「ロンリー・クライ」
- サウンドトラック盤：徳間ジャパンコミュニケーションズ
- 特殊効果：久米攻
- 特機：中静健治、竹中亨
- 製作デスク：小野克己、鈴木良紀
- 製作担当：丹羽邦夫、小橋孝裕
- 製作部：大崎裕伸、南里幸、久家豊、石田章博
- スチール：原田大三郎
- 特撮スタッフ
  - 特撮監督：中野昭慶
  - 特技スーパーバイザー：佐川和夫、宮西武史
  - 撮影：江口憲一、佐藤祐史
    - 撮影助手：大根田俊光、木所寛、図書紀芳、佐々木雅史、三角匠、二本松昭彦

  - 美術：井上泰幸
    - 美術助手：小村完、好村直行、長沼孝、寺井雄二、清水剛、都築雄二、三池敏夫、高橋勲

  - 照明：白川弘
    - 照明助手：諸星輝夫、内山信夫、小沢文明、河村和正、安部力、鈴木秀明、原康二

  - 照明機材：棚網恒夫
  - 特殊効果：渡辺忠昭
    - 特殊効果助手：岩田安司、鳴海聡、渡辺俊隆

  - 操演：松本光司
    - 操演助手：鈴木豊、鹿山和男、香取康隆

  - 合成作画：真野田嘉一、石井義雄
  - 背景：島倉二千六
  - 記録：中田秀子
  - 編集：東島左枝、大朝和代
  - 助監督：浅田英一、松本清孝、高野敏幸
  - スチール：中尾孝
  - 製作担当：池田雅行、木川康利、広瀬昌弘
- ヘリコプター：朝日航洋
- 特殊効果：酸京クラウド
- CG：シネボーイ
- 光学アニメーション：日本エフェクトセンター
- タイトル:デン・フィルムエフェクト
- 現像：IMAGICA
- 録音スタジオ：アオイスタジオ
- スタジオ：大映スタジオ、東宝スタジオ
- 車輌協力：三菱自動車工業
- 協力：ソニー、富士通、日本無線、日本航空、日本電信電話、ピイ・フォー、シロタ、レンタルのニッケン、アマダ、大塚製薬
- 撮影協力：防衛庁、アメリカ海軍、海洋科学技術センター、国立防災科学技術センター、気象庁、文部省、港北ニュータウン、多摩ニュータウン
- プロデュース：溝口勝美、栢原幹
- アソシエイト・プロデューサー：飯泉征吉、和田康作
- クリエイティブ・アドバイザー：永田貴士、鹿野司
- 製作協力：電通、大映映像、東宝映像
- 製作：『首都消失』製作する会（関西テレビ、徳間書店、大映）[9]

### キャスト
原作と映画において、企業の名称や一部登場人物の氏名、設定などに差違がある。
- 朝倉達也（42歳、北斗電機技術開発部長、神奈川県川崎市百合ケ丘）：渡瀬恒彦
- 小出まり子（29歳、フリーキャスター、東京都杉並区）：名取裕子
- 田宮洋介（35歳、関西放送報道部員）：山下真司
- 松永美恵子（18歳、女子大生。北斗電機研究所アルバイト）：石野陽子
- 大田原権造（61歳、筑波大学電子工学教授<物性物理学>・北斗電機技術顧問）：大滝秀治
- 佐久間英司（47歳、航空自衛隊二等空佐、朝倉のクラスメート）：夏八木勲
- 川村（52歳、関西放送報道部長）：財津一郎
- 小山（32歳、関西放送報道部カメラマン）：ぼんちおさむ
- 浦部（43歳、商社マン）：津村隆
- 松尾豊（20歳、盲目の学生ボランティア、ロックシンガー）：松村冬風
- 竹田（北斗電機研究所員）：江角英明
- 安原（北斗電機研究所員）：岸部一徳
- 吉武（北斗電機研究所員）：並木史朗
- 北斗電機研究所員：星正人
- 森田（関西放送報道部員・気象担当）：苅谷俊介
- 和田（関西放送社会部デスク）：平泉征
- 関西放送外信部デスク：宮内洋
- 朝倉由美子（32歳、朝倉の妻）：平淑恵
- 朝倉佐和子（12歳、朝倉の娘）：浜田万葉
- 木村松吉（62歳、双子の祖父）：三木のり平
- 木村光子（42歳、双子の母）：浅利香津代
- 安原敬子（32歳、安原の妻）：海老名みどり
- 小出梅子（64歳、まり子の母）：加藤治子
- 末富海将：青木義朗
- 荒木空将補：児玉謙次
- 谷崎陸将補：ローガン
- 准将（横田基地司令官）：ドン・ノード
- グレイス中佐：ジョー・グレイス
- フォード大佐：デビッド・ワインバーグ
- ローラ中尉：クリスティン・マレン
- バーナード博士：ジェリー・L・インマン
- EP3E（アメリカ海軍哨戒機）機長：トム・キロー
- 国鉄東海道新幹線車掌：不破万作
- 城南医大・久保教授：山本亘
- 駿河テレビディレクター：丹波義隆
- 関西放送取材ヘリ・パイロット：うえだ峻
- 大槻駐米大使：安井昌二
- 植草駐英大使：田口計
- 北海道知事：入江正徳
- 愛知県知事：梅野泰靖
- 鹿児島県知事：尾形伸之介
- 福島県知事：久遠利三
- 兵庫県知事：河合絃司
- 堀江（46歳、外務省国際局次長、東京都目黒区）：竜雷太
- 小室達夫（57歳、大阪府知事）：渡辺文雄
- 三好大一郎（45歳、郵政大臣秘書）：石橋蓮司
- 中田代議士（64歳、前民主党幹事長）：丹波哲郎
- 清水大敬、浜田晃、毛利八郎（関西テレビアナウンサー）、飯島大介、大塚国夫、栩野幸知 ほか[9]

### 製作
雲の描写には、のべ約100トンのドライアイスなど様々な素材が使用された。 建築用素材のフライアッシュを使用した撮影では、スタッフ全員が防塵マスクを着用して行われた。「雲」に人がのまれるシーンでは、わずか20秒であるがハイビジョンが導入された。撮影で制作されたドライアイスマシンは、映画『ガンヘッド』（1989年）でも使用された。
「雲」による機能不全で、テレビの画面が乱れて消えるシーンでは、わずか一瞬「ひらけ!ポンキッキ」のガチャピンとムックの姿が映る。
雲に覆い隠された首都東京は地獄絵が予想され、人たちの救出を一秒でも早くやらなければならないときに、家族が雲に閉じ込められている朝倉達也（渡瀬恒彦）と小出まり子（名取裕子）が、大田原権造（大滝秀治）の計らいで温泉に静養に出向く。雲の外の世界では露店が出てお祭りが行われ、アトラクションとしてロックバンドがノリノリの演奏を繰り広げ、ギャラリーも激しいダンスで応える。田宮洋介（山下真司）が腹を立て、バンドボーカル&ギター・松尾豊（松村冬風）を殴り倒す。すると女性ファンなのかマネージャーなのかが「ボランティアをしている仲間があの雲の中にいるの、あの人音楽が大好きでそれで力づけようとしてやってるの！」と訴えたら、ボーカルがア・カペラで「Lonely Cry」を歌い始め、みなも合唱で応える。
渡瀬恒彦扮する朝倉達也は電機会社の技術者で、当初は口数も多い一般人であったが、エンディングに向けて段々、国家のリーダーのように寡黙な男に変貌していく。
雲に覆われた設定から、ラストは台風が吹き飛ばしてエンドかと思わせるが、テレビのディレクター・田宮洋介（山下真司）が、メカ素人ながら超伝導電磁石の磁力を放出する車を駆り、特攻行為の如く雲に突っ込み、雲が晴れていく。

### 登場兵器・メカニック

#### 架空
SCMトラック
映画のオリジナルの異常物体対策車両。日本において高エネルギー加速器の研究などに使われている超伝導電磁石の磁力を利用・応用し、雲を不安定にして破壊するというもの。実車を改造した2輛が登場した。
- その後、ミニチュアは『ガンヘッド』冒頭の兵器の残骸に流用された。

#### 実在
自衛隊
- M3A1装甲車 -

実際には、M3装甲車の対空自走砲型であるM16対空自走砲の払い下げ品から対空砲を撤去してM3に似せて仕上げたレプリカ車両で、本作の他『戦国自衛隊』などにも登場している車両である。
- 73式大型トラック
- 73式小型トラック
- 1/4tトラック
- バケットローダ
- F-4EJ戦闘機
- LR-1連絡偵察機
- P-3C対潜哨戒機
- US-1A救難飛行艇
- KV-107IIA-4中型輸送ヘリコプター
- MU-2S救難捜索機
- KV-107IIA-5救難ヘリコプター
- OH-6J観測ヘリコプター
- UH-1H多用途ヘリコプター

海上保安庁
- ベル212中型ヘリコプター
- みずほ型巡視船PLH-21「みずほ」
- しらさぎ型油防除艇OR-01「しらさぎ」

警察
- ベル222小型ヘリコプター

アメリカ軍
- EP-3E電子偵察機

劇中には実機は登場しておらず、登場する機体は『ゴジラ』制作時に製作された海自仕様のP-3Cを改造したミニチュアモデルであり、機内はその際に集められたP-3Cの資料を基に想像を交えて製作されたセットである。
- 原子力航空母艦CVN-65「エンタープライズ」
- カリフォルニア級原子力ミサイル巡洋艦

ソ連軍
- Tu-22M爆撃機（名称のみ）
- Tu-16電子戦機（名称のみ）
- Ka-25哨戒ヘリコプター
- キエフ級航空母艦「ミンスク」（名称のみ）
- 航空母艦「トビリシ」（名称のみ）
- モスクワ級ヘリコプター巡洋艦
- カシン型駆逐艦
- ビクター2型攻撃用原子力潜水艦（名称のみ）

その他
- 有人潜水調査船「しんかい2000」
- 海洋調査船「なつしま」

### 興行
吉永小百合の100本目の映画を巡り、各社で争奪戦が展開されていた段階で、吉永の99本記念映画『映画女優』が、本作と同様、東宝の正月第2弾として一本立て興行で同日の封切。このため東宝のメイン劇場では『映画女優』が公開された。本作は東宝洋画系の公開で、都内は日比谷スカラ座、新宿武蔵野館、歌舞伎町東亜オデヲン会館、渋谷ジョイシネマ1・2の5館で封切。東宝邦画系正月第1弾は『タッチ2 さよならの贈り物』／『恋する女たち』。

### 作品の評価
WOWOWは「本作では謎の雲というSF要素を使ってはいるが、もちろんテロや大地震などで東京が機能を停止したら、というシミュレーションとしても成立。そうした点で、21世紀の現在だからこそ再評価したい作品といえる」と評価している。

### 受賞歴
- 日本アカデミー賞特別賞（中野昭慶）

### 関連書籍
- ゲームブック『首都消失』雅孝司著 徳間書店 1986年12月31日発行 ISBN 4198133719
  - 外伝的内容で主人公は怪盗。「雲」破壊のため暗躍する。途中にいくつかの選択肢が設けられており、複数のエンディングが用意されていた。
- 首都消失（シナリオ版 1986年12月）徳間書店 ISBN 4195982006
- 東京が死滅する日―映画『首都消失』の可能性を検証する 八木大介、吉原公一郎、那野比古 徳間書店 1986年12月 ISBN 4195533724

## オリジナル サウンドトラック
- 首都消失 オリジナルサウンドトラック盤
  - 1987年1月25日に徳間ジャパンコミュニケーションズより発売。(廃盤)